# قانون الإيمان

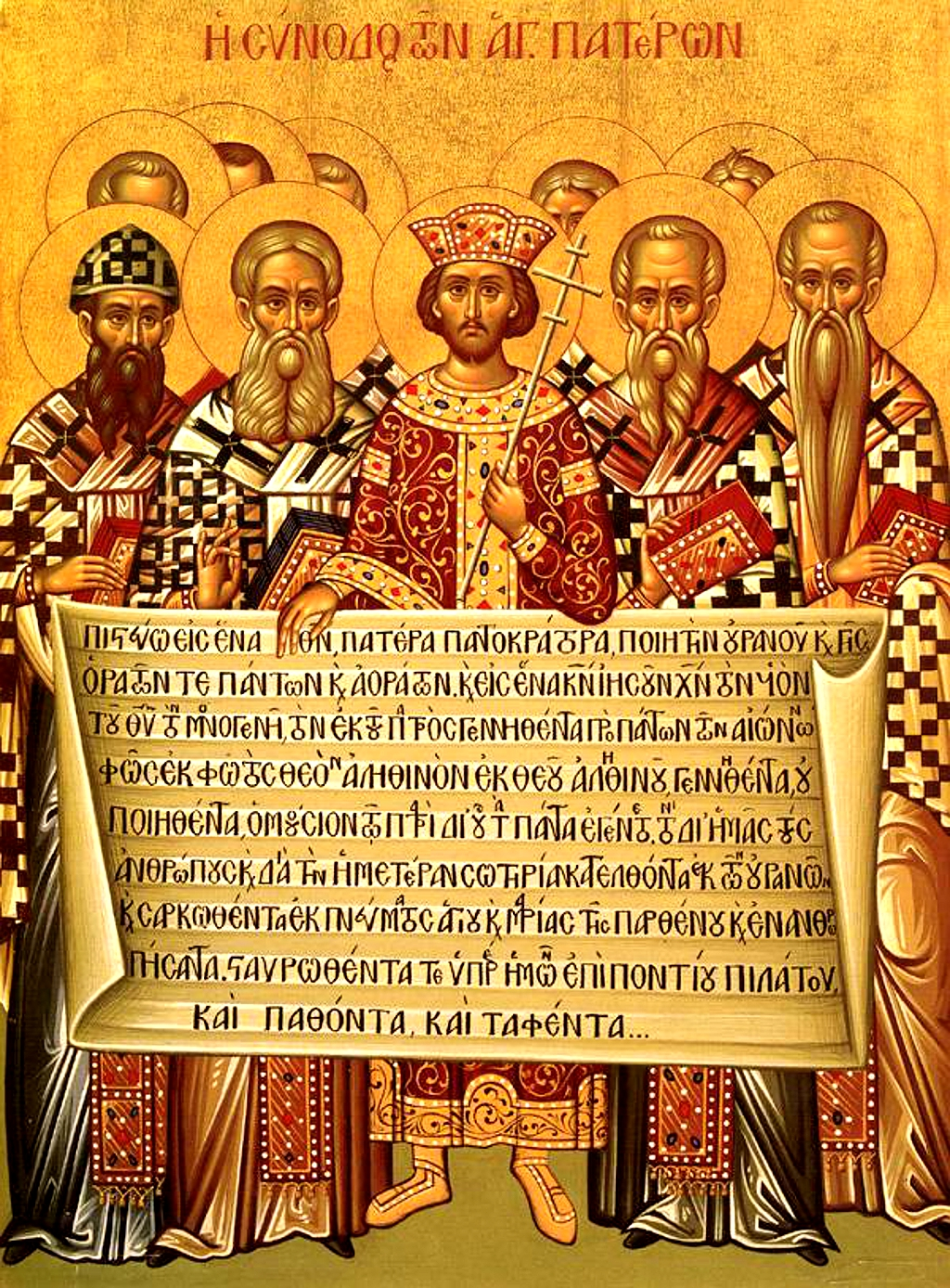
أيقونة تصور الإمبراطور قسطنطين، برفقة أساقفة من مجمع نيقية الأول (325) يحملون العقيدة النيقوقسطنطينية السياسية 381

قانون الإيمان أو العقيدة النيقية (باليونانية: Σύμβολον τῆς Νικαίας أو τῆς πίστεως)‏، (باللاتينية: Symbolum Nicaenum) هي عبارة عن إيمان يستخدم على نطاق واسع في الشعائر المسيحية. يطلق عليها نيقية لأنه تم اعتمادها أصلاً في مدينة نيقية (إزنيق الحالية، تركيا) من قبل مجمع نيقية الأول في 325م. تم تعديله سنة 381م في مجمع القسطنطينية الأول، والشكل المعدل يشار إليه باسم نيقين أو العقيدة النيقو قسطنطينية السياسية، يعرف بالمسيحية النيقية.
تستخدم الكنائس الأرثوذكسية الشرقية والآشورية اعتناق الإيمان مع الأفعال في صيغة الجمع الأصلية («نحن نؤمن»)، لكن الكنائس الأرثوذكسية الشرقية والكاثوليكية تحوّل هذه الأفعال إلى صيغة المفرد («أعتقد»). تستخدم الأنجليكانية والعديد من الطوائف البروتستانتية بشكل عام صيغة المفرد، وأحيانًا صيغة الجمع.
يُستخدم قانون إيمان الرسل أيضًا في الغرب اللاتيني، لكن ليس في الليتورجيات الشرقية. في أيام الآحاد والاحتفالات، تُتلى إحدى هاتين العقيدتين في قداس الطقوس الرومانية بعد العظة. قانون إيمان نيقية هو أيضًا جزء من مهنة الإيمان المطلوبة من أولئك الذين يقومون بوظائف مهمة داخل الكنيسة الكاثوليكية.
في الطقس البيزنطي، يُغنى أو يُتلى قانون نيقية في القداس الإلهي، مباشرة قبل الجناس (الصلاة القربانية)، ويُتلى أيضًا يوميًا في الجمع.

## تاريخ

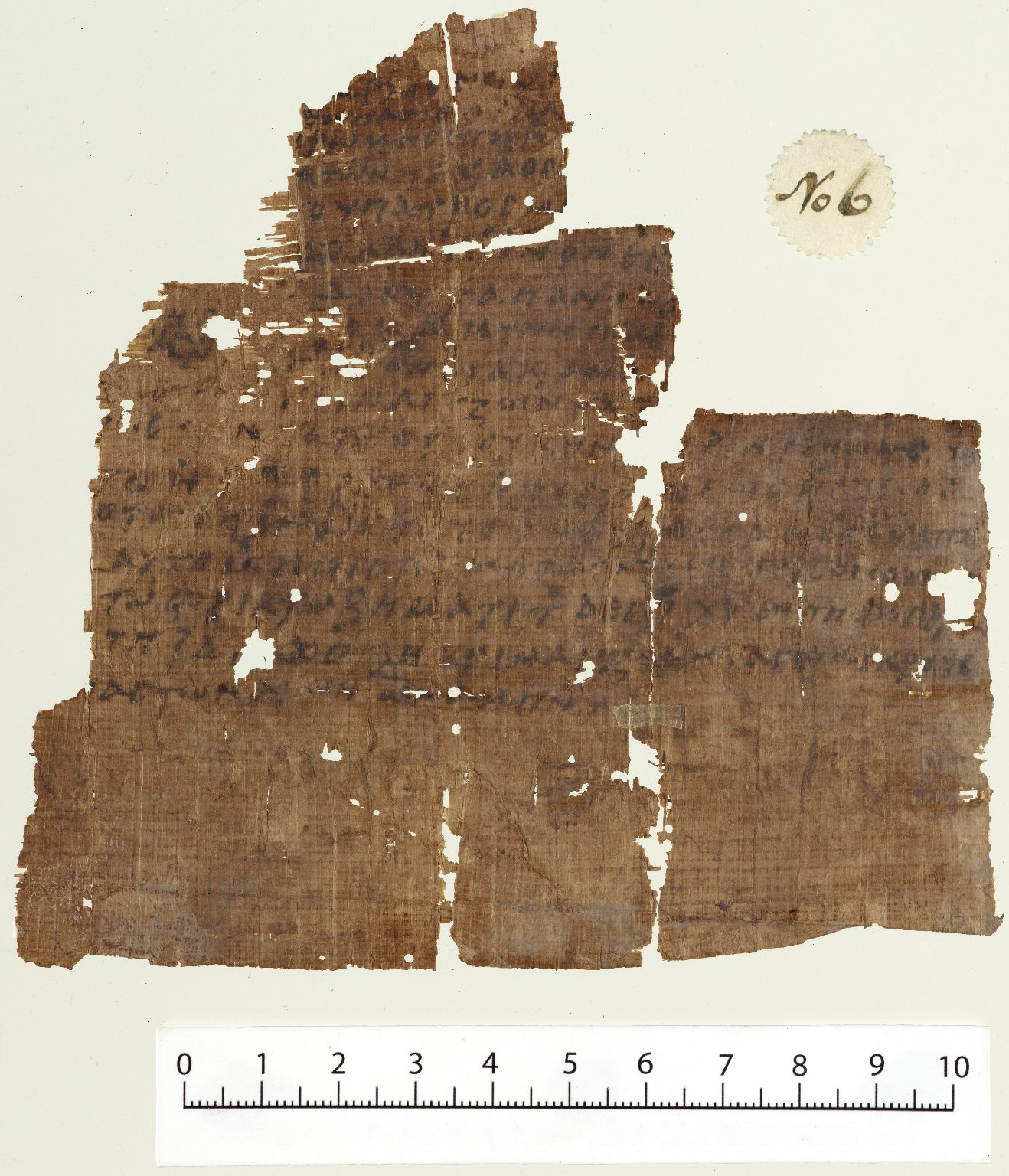
أقدم مخطوطة موجودة لعقيدة نيقية، تعود إلى القرن السادس

الغرض الفعلي للعقيدة هو تقديم بيان عقائدي للاعتقاد الصحيح أو العقيدة الصحيحة. تم وضع عقائد المسيحية في أوقات النزاع حول العقيدة: أدى قبول أو رفض عقيدة إلى التمييز بين المؤمنين والمنكرين لعقائد معينة. لهذا السبب، وكان يسمى عقيدة في اليونانية σύμβολον (symbolon)، وهو ما يعني في الأصل نصف كائن كسر والتي عند تركيبها على النصف الآخر، يمكن التحقق من هوية حاملها. مرت الكلمة اليونانية من خلال الرمز اللاتيني إلى «رمز» إنجليزي، والذي لم يأخذ معنى الإشارة الخارجية لشيء ما إلا لاحقًا.
تم تبني قانون إيمان نيقية لحل الخلاف الآريوس، الذي اعترض زعيمه أريوس، وهو رجل دين من الإسكندرية «على الإهمال الواضح للإسكندر (أسقف ذلك الوقت) في طمس تمييز الطبيعة بين الأب والابن من خلال تركيزه على جيل أبدي». ابتكر الإسكندر وأنصاره قانون الإيمان النيقي لتوضيح المبادئ الأساسية للإيمان المسيحي ردًا على التبني الواسع لعقيدة آريوس، والتي تم اعتبارها من الآن فصاعدًا بدعة.
يؤكد قانون إيمان نيقية لعام 325 صراحةً على اللاهوت الأساسي المشترك للابن، مطبقًا عليه مصطلح «متعدد الجوهر». النسخة 381 تتحدث عن الروح القدس كما عبد وممجد مع الآب والابن. يصف قانون الإيمان الأثناسي الأخير (غير المستخدم في المسيحية الشرقية) بمزيد من التفصيل العلاقة بين الآب والابن والروح القدس. لا يؤكد قانون إيمان الرسل صراحة ألوهية الابن والروح القدس، ولكن في نظر الكثيرين ممن يستخدمونه، فإن هذه العقيدة متضمنة فيه.

### الأصل نيقية العقيدة من 325
تم تبني قانون نيقية الأصلي لأول مرة في المجلس الأول لنيقية، الذي افتتح في 19 يونيو 325. ينتهي النص بالحروم ضد الافتراضات الآريوسية، وتسبقها عبارة «نؤمن بالروح القدس» التي تنهي بيانات الإيمان.
جادل فنتون جون أنتوني هورت وأدولف فون هارناك بأن عقيدة نيسين كانت العقيدة المحلية في قيسارية ماريتيما  (مركز مهم للمسيحية المبكرة) تلاها في المجمع من قبل يوسابيوس القيصري. استندت قضيتهم إلى حد كبير على تفسير محدد للغاية لرواية يوسابيوس الخاصة لإجراءات المجلس. المنح الدراسية الحديثة لم تقتنع بحججهم. إن العدد الكبير من الاختلافات الثانوية عن نص العقيدة التي اقتبسها يوسابيوس يجعل من غير المحتمل أن يستخدمها أولئك الذين صاغوا العقيدة المجمعية كنقطة انطلاق. ربما كان نصهم الأولي عقيدة محلية من مصدر سوري-فلسطيني أدخلوا فيه عبارات لتعريف لاهوت نيقية. وبالتالي، قد يكون قانون إيمان أوسابيان إما ثانيًا أو واحدًا من العديد من الترشيحات لعقيدة نيقية.
تقول الموسوعة الكاثوليكية لعام 1911 أنه بعد مجمع نيقية بفترة وجيزة، تم تأليف صيغ جديدة للإيمان، معظمها اختلافات في رمز نيقية، لمقابلة مراحل جديدة من الآريوسية، والتي كان هناك أربعة منها على الأقل قبل مجمع سارديكا (341)، حيث تم تقديم نموذج جديد وإدخاله في أعماله، رغم أن المجلس لم يقبله.

### آريوس وقانون الإيمان النيقاوي
بعد ظهور آريوس الذي قال أن المسيح هو خليقة ثانوية وليس واحد مع الله الأب أو معادل له، عقد مجمع مسكوني للمباحثة في هذه القضية وهو ما يعرف بالمجمع المسكوني الأول أو مجمع نيقية، وبعد دراسة طويلة دامت أشهر وضع قانون الإيمان حتى كلمة «الذي ليس لملكه انقضاء».

### نيسينو قسطنطينية العقيدة
ما يُعرف باسم «العقيدة النيسينية القسطنطينية» أو «العقيدة النيقانية - القسطنطينية»  حصل على هذا الاسم بسبب الاعتقاد بأنه تم اعتماده في المجمع المسكوني الثاني الذي عقد في القسطنطينية عام 381 كتعديل لعقيدة نيقية الأصلية. عقيدة 325. في ضوء ذلك، أصبح أيضًا معروفًا بشكل شائع باسم «العقيدة النقية». إنه البيان المسكوني الوحيد الموثوق به للدين المسيحي الذي قبلته الكنيسة الكاثوليكية، والكنيسة الأرثوذكسية الشرقية، والأرثوذكسية الشرقية، والكنيسة الشرقية، والكثير من البروتستانتية بما في ذلك الشركة الأنجليكانية. (و الرسل ' والأثناسيوسيين المذاهب غير مقبولة على نطاق واسع.) 
وهي تختلف في عدد من النواحي، سواء عن طريق الإضافة أو الحذف، عن العقيدة المعتمدة في المجلس الأول لنيقية. يتمثل الاختلاف الأكثر بروزًا في القسم الإضافي «و [نؤمن] بالروح القدس، الرب واهب الحياة، الذي ينبثق من الآب، الذي يعبد ويمجد مع الآب والابن معًا، الذي تكلم الأنبياء. و [نؤمن] بكنيسة واحدة مقدسة كاثوليكية رسولية. نعترف بمعمودية واحدة لمغفرة الخطايا، [و] ننتظر قيامة الأموات وحياة العالم الآتي. آمين.» 
منذ نهاية القرن التاسع عشر،  شكك العلماء في التفسير التقليدي لأصل هذه العقيدة، والتي تم تناقلها باسم المجلس، الذي ضاعت أعماله الرسمية بمرور الوقت. لم يذكرها مجلس محلي للقسطنطينية عام 382 والمجمع المسكوني الثالث (أفسس، 431)،  حيث أكد الأخير على عقيدة 325 نيقية باعتبارها بيانًا صالحًا للإيمان ويستخدمها للتنديد بالنسطورية. على الرغم من أن بعض المنح الدراسية تدعي أن تلميحات عن وجود العقيدة اللاحقة يمكن تمييزها في بعض الكتابات،  لا توجد وثيقة موجودة تقدم نصها أو تذكرها صراحة قبل المجمع المسكوني الرابع في خلقيدونية عام 451. العديد من أساقفة مجمع 451 أنفسهم لم يسمعوا به أبدًا واستقبلوه في البداية بتشكك، ولكن تم إنتاجه بعد ذلك من المحفوظات الأسقفية للقسطنطينية، وقبله المجلس «ليس على أنه تقديم أي إغفال ولكن كتفسير أصيل لـ إيمان نيقية». على الرغم من الأسئلة المطروحة، يُعتقد على الأرجح أن هذه العقيدة قد تم تبنيها في الواقع في 381 المجمع المسكوني الثاني.
على أساس الأدلة الداخلية والخارجية للنص، فقد قيل أن هذه العقيدة لم تنشأ كتحرير للعقيدة الأصلية المقترحة في نيقية في 325، ولكن كإيمان مستقل (ربما عقيدة معمودية أقدم) تم تعديلها لجعل إنه أشبه بقانون نيقية العقيدة. جادل بعض العلماء بأن العقيدة قد تم تقديمها في خلقيدونية على أنها «سابقة لصياغة عقائد وتعريفات جديدة لتكملة عقيدة نيقية، كطريقة للتغلب على الحظر المفروض على العقائد الجديدة في كانون 7 في أفسس». من المتفق عليه عمومًا أن عقيدة نيسينو كونستانتينوبوليتان ليست مجرد توسع لعقيدة نيقية، وربما كانت قائمة على عقيدة تقليدية أخرى مستقلة عن تلك الموجودة في نيقية.
أعاد المجمع المسكوني الثالث (مجمع أفسس عام 431) التأكيد على النسخة الأصلية 325  من قانون إيمان نيقية وأعلن أنه "من غير القانوني لأي رجل أن يقدم أو يكتب أو يؤلف ἑτέραν مختلفًا (ἑτέραν) الإيمان كمنافس لما أسسه الآباء القديسون المجتمعون مع الروح القدس في نيقية "(أي قانون الإيمان 325). كلمة ἑτέραν يتم ترجمتها بشكل أكثر دقة كما يستخدمها المجلس لتعني «مختلف»، «متناقض»، بدلاً من «آخر». تم تفسير هذا البيان على أنه حظر على تغيير هذه العقيدة أو تأليف الآخرين، لكن لا يقبل الجميع هذا التفسير. يرتبط هذا السؤال بالجدل حول ما إذا كانت العقيدة التي أعلنها المجمع المسكوني حاسمة في استبعاد ليس فقط المقتطفات من نصه ولكن أيضًا الإضافات إليه.
في جانب واحد، والكنيسة الأرثوذكسية الشرقية الصورة النصية المستلمة  من يختلف قانون الإيمان النيقاوى القسطنطينى من النص أقرب، والتي يتم تضمينها في يتصرف من مجمع خلقيدونية 451: يستخدم الكنيسة الأرثوذكسية الشرقية أشكال فريدة من أفعال مثل «أعتقد»، بدلاً من صيغة الجمع («نعتقد») التي يستخدمها المجلس. الطقوس البيزنطية تستخدم الكنائس الكاثوليكية الشرقية نفس الشكل تمامًا من قانون الإيمان، حيث تعلم الكنيسة الكاثوليكية أنه من الخطأ إضافة «والابن» إلى الفعل اليوناني "ἐκπορευόμενον"، على الرغم من أنه من الصحيح إضافته إلى «إجراءات qui» اللاتينية، والتي ليس لها نفس المعنى بالضبط. الشكل المستخدم عمومًا في الكنائس الغربية يضيف «والابن» وكذلك عبارة «الله من الله»، الموجودة في قانون الإيمان 325 الأصلي.

### قانون الإيمان القسطنطيني وقانون الإيمان الأرثوذكسي

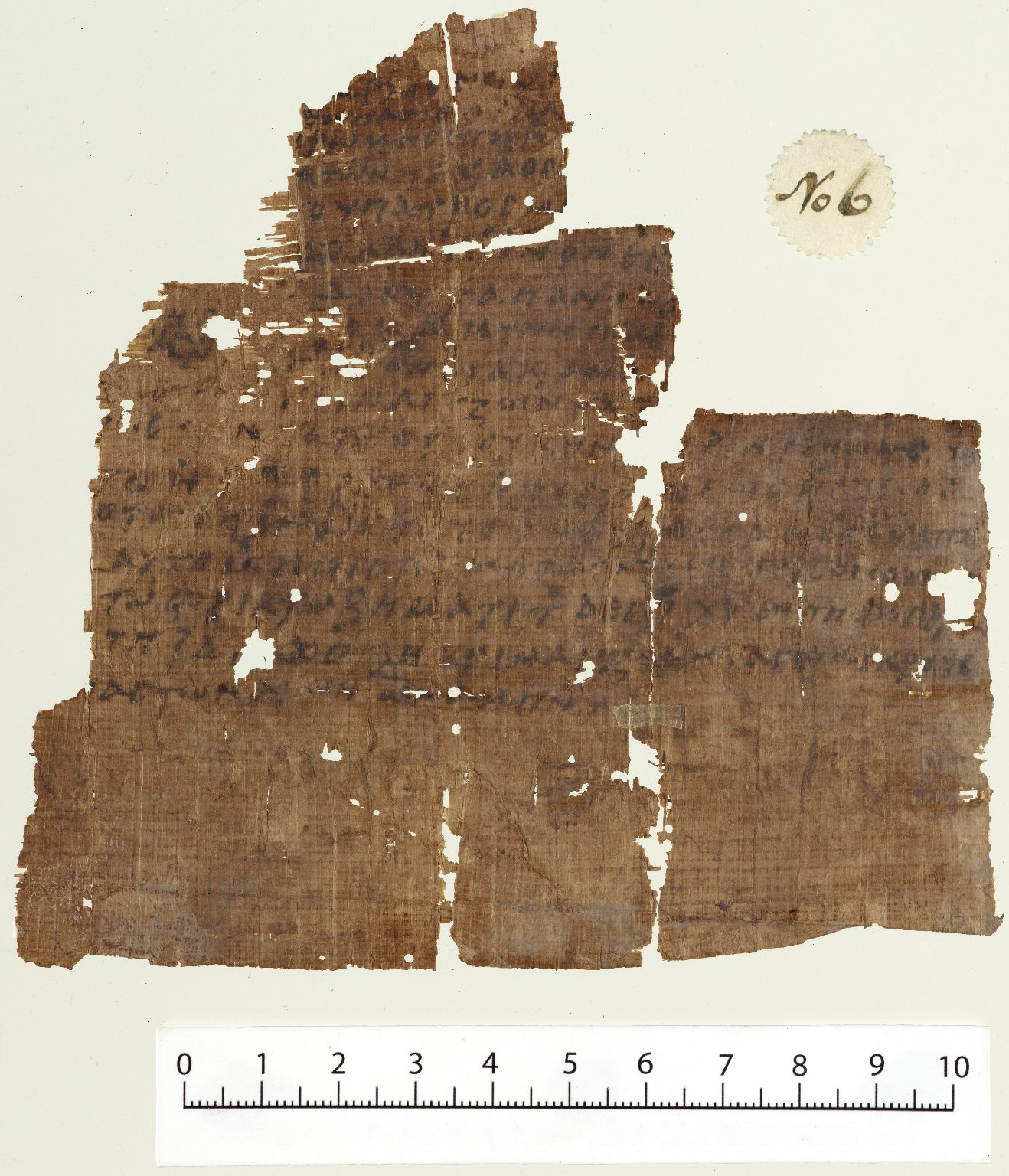
أقدم مخطوطة لقانون الإيمان النيقي-القسطنطيني وتعود للقرن السادس الميلادي.

ظهرت حركة وُصفت بالـهرطقة ضد الروح القدس (المكدونية ـ التروبيك) رفضت ما يسمى «لاهوت الروح القدس» بشكل كامل، بل قال أحدهم أنه لا يستطيع أن يقول على الروح القدس مجرد ملاك ولا يستطيع أن يقول أن الروح القدس هو الله فقد كانوا في اختلاف فجاء النص الثاني من قانون الإيمان المعروف بـ قانون الإيمان النيقاوي القسطنطيني في المجمع المسكوني الثاني.
| قانون الإيمان الأرثوذكسي بحسب الكنيسة القبطية الأرثوذكسية: «بالحقيقة نؤمن بإله واحد، الله الآب، ضابط الكل، خالق السماء والأرض، ما يُرَى وما لا يرى. نؤمن برب واحد يسوع المسيح، ابن الله الوحيد، المولود من الآب قبل كل الدهور، نور من نور، إله حق من إله حق، مولود غير مخلوق، مساو للآب في الجوهر، الذي به كان كل شئ. هذا الذي من أجلنا نحن البشر، ومن أجل خلاصنا، نزل من السماء، وتجسد من الروح القدس ومن مريم العذراء، وتأنس، وصلب عنا على عهد بيلاطس البنطي. وتألم وقبر وقام من بين الأموات في اليوم الثالث كما في الكتب، وصعد إلى السموات، وجلس عن يمين أبيه، وأيضا يأتي في مجده ليدين الأحياء والأموات، الذي ليس لملكه انقضاء. نعم نؤمن بالروح القدس، الرب المحيى المنبثق من الآب، نسجدُ له ونُمجده مع الآب والابن. الناطق في الأنبياء، وبكنيسة واحدة مقدسة جامعة رسولية، ونعترف بمعمودية واحدة لمغفرة الخطايا، وننتظر قيامة الأموات وحياة الدهر الآتي. آمين.» | قانون الإيمان النيقاوي القسطنطيني في المجمع المسكوني الثاني: «نؤمن بإله واحد، الأب ضابط الكل وخالق السماء والأرض وكل ما يُرَى وما لا يرى، وبرب واحد يسوع المسيح، ابن الله الوحيد، المولود من الأب قبل كل الدهور، إله من إله، نور من نور، إله حق من إله حق، مولود غير مخلوق، مساوي الأب في الجوهر، الذي على يده صار كل شيء، الذي من أجلنا نحن البشر، ومن أجل خلاصنا، نزل من السماء وتجسّد من الروح القدس، وولد من مريم العذراء، وصار إنسانا، وصلب عوضنا في عهد بيلاطس البنطي، تألم ومات ودفن، وقام في اليوم الثالث كما في الكتب، وصعد إلى السماء وجلس على يمين الله الأب، وأيضا سيأتي بمجده العظيم، ليدين الأحياء والأموات، الذي ليس لملكه انقضاء، ونؤمن بالروح القدس، الرب المحيي، المنبثق من الأب، ومع الأب والإبن، يُسجَد له ويُمجد، الناطق بالأنبياء، وبكنيسة واحدة جامعة مقدسة رسولية، نقرُّ ونعترف بمعمودية واحدة لمغفرة الخطايا، وننتظر قيامة الموتى وحياة جديدة في العالم العتيد. آمين.» |

### مقارنة بين عقيدة 325 وعقيدة 381
الجدول التالي، الذي يشير إلى [الأقواس المربعة]، أجزاء النص 325 التي تم حذفها أو نقلها في 381، ويستخدم الخط المائل للإشارة إلى العبارات، الغائبة في النص 325، والتي تمت إضافتها في 381، جنبًا إلى جنب مع السابقة (325 م) ولاحقًا (381 م) من أشكال هذه العقيدة في الترجمة الإنجليزية الواردة في مجموعة فيليب شاف مذاهب العالم المسيحي (1877).
| مجمع نيقية الأول (325) | مجمع القسطنطينية الأول (381) |
| --- | --- |
| نؤمن بإله واحد، الآب القادر على كل شيء، خالق كل الأشياء المرئية وغير المرئية. | نؤمن بإله واحد، الآب القادر على كل شيء، خالق السماء والأرض، وكل ما يرى وما لا يرى. |
| وبرب واحد يسوع المسيح، ابن الله، المولود من الآب [و انجب فقط. وهذا هو، من جوهر الآب، إله الله،] نور من نور، إله من إله ، مولود غير مخلوق، مساو للآب في الجوهر. | وفي رب واحد يسوع المسيح، ابن الله الوحيد، المولود من الآب قبل كل الدهور (الدهر)، نور من نور، إله من إله ، مولود، غير مخلوق، مساو للآب في الجوهر. |
| الذي به كل شيء [في السماء وعلى الأرض] ؛ | الذي به كل شيء. |
| من نزل من أجلنا، ومن أجل خلاصنا، وتجسد وصار إنسانًا. | من نزل من السماء من أجلنا، ومن أجل خلاصنا، وتجسد بالروح القدس ومريم العذراء، وصار إنسانًا. |
| تألم وفي اليوم الثالث قام وصعد إلى السماء. | لقد صُلب لأجلنا على يد بيلاطس البنطي، وتألم ودُفن، وفي اليوم الثالث قام أيضًا حسب الكتاب المقدس وصعد إلى السماء وجلس عن يمين الآب . |
| من هناك يأتي ليدين الأحياء والأموات. | من هناك يعود بمجد ليدين الأحياء والأموات. ؛ |
| | مملكته ليس لها نهاية . |
| وفي الروح القدس. | وفي الروح القدس، الرب واهب الحياة، المنبثق من الآب، الذي يُعبد ويمجد مع الآب والابن معًا، الذي تكلم بالأنبياء. |
| | في كنيسة واحدة مقدسة جامعة رسولية. نعترف بمعمودية واحدة لمغفرة الخطايا. نحن نبحث عن قيامة الأموات وحياة العالم الآتي. آمين. |
| [لكن الذين يقولون: كان هناك وقت لم يكن فيه؛ ولم يكن قبل أن يصنع. و "لقد خلق من لا شيء" أو "هو من مادة أخرى" أو "جوهر" أو "ابن الله مخلوق" أو "متغير" أو "متغير" - يتم إدانتهم من قبل الكاثوليكية المقدسة والكنيسة الرسولية. ]                                         | |
| يمكن عرض الاختلافات بين الصياغات الفعلية (باليونانية) المعتمدة في 325 و 381 بطريقة مماثلة، على النحو التالي: | |
| مجمع نيقية الأول (325) | مجمع القسطنطينية الأول (381) |
| Πιστεύομεν εἰς ἕνα Θεὸν Πατέρα παντοκράτορα, πάντων ὁρατῶν τε καὶ ἀοράτων ποιητήν· | Πιστεύομεν εἰς ἕνα Θεὸν Πατέρα παντοκράτορα, ποιητὴν οὐρανοῦ καὶ γῆς, ὁρατῶν τε πάντων καὶ ἀοράτων. |
| καὶ εἰς ἕνα Κύριον Ἰησοῦν Χριστόν τὸν Υἱὸν τοῦ Θεοῦ, γεννηθέντα ἐκ τοῦ Πατρὸς [μονογενῆ, τοὐτέστιν ἐκ τῆς οὐσίας τοῦ Πατρός, Θεὸν ἐκ Θεοῦ,] Φῶς ἐκ Φωτός, Θεὸν ἀληθινὸν ἐκ Θεοῦ ἀληθινοῦ, γεννηθέντα, οὐ ποιηθέντα, ὁμοούσιον τῷ Πατρί,                               | Καὶ εἰς ἕνα Κύριον Ἰησοῦν Χριστόν, τὸν Υἱὸν τοῦ Θεοῦ τὸν μονογενῆ, τὸν ἐκ τοῦ Πατρὸς γεννηθέντα πρὸ πάντων τῶν αἰώνων, φῶς ἐκ φωτός, Θεὸν ἀληθινὸν ἐκ Θεοῦ ἀληθινοῦ, γεννηθέντα οὐ ποιηθέντα, ὁμοούσιον τῷ Πατρί· αἰώνων Καὶ εἰς ἕνα Κύριον Ἰησοῦν Χριστόν, τὸν Υἱὸν τοῦ Θεοῦ τὸν μονογενῆ, τὸν ἐκ τοῦ Πατρὸς γεννηθέντα πρὸ πάντων τῶν αἰώνων, φῶς ἐκ φωτός, Θεὸν ἀληθινὸν ἐκ Θεοῦ ἀληθινοῦ, γεννηθέντα οὐ ποιηθέντα, ὁμοούσιον τῷ Πατρί· |
| δι' οὗ τὰ πάντα ἐγένετο, [τά τε ἐν τῷ οὐρανῷ καὶ τὰ ἐν τῇ γῇ,] | δι' οὗ τὰ πάντα ἐγένετο· |
| τὸν δι' ἡμᾶς τοὺς ἀνθρώπους καὶ διὰ τὴν ἡμετέραν σωτηρίαν κατελθόντα καὶ σαρκωθέντα καὶ ἐνανθρωπήσαντα, | τὸν δι' ἡμᾶς τοὺς ἀνθρώπους καὶ διὰ τὴν ἡμετέραν σωτηρίαν κατελθόντα ἐκ τῶν οὐρανῶν καὶ σαρκωθέντα ἐκ Πνεύματος Ἁγίου καὶ Μαρίας τῆς παρθένου καὶ ἐνανθρωπήσαντα, κατελθόντα ἐκ τῶν οὐρανῶν καὶ σαρκωθέντα ἐκ Πνεύματος Ἁγίου καὶ Μαρίας τῆς παρθένου καὶ ἐνανθρωπήσαντα τὸν δι' ἡμᾶς τοὺς ἀνθρώπους καὶ διὰ τὴν ἡμετέραν σωτηρίαν κατελθόντα ἐκ τῶν οὐρανῶν καὶ σαρκωθέντα ἐκ Πνεύματος Ἁγίου καὶ Μαρίας τῆς παρθένου καὶ ἐνανθρωπήσαντα, |
| παθόντα, καὶ ἀναστάντα τῇ τρίτῃ ἡμέρᾳ, ἀνελθόντα εἰς τοὺς οὐρανούς, | σταυρωθέντα τε ὑπὲρ ἡμῶν ἐπὶ Ποντίου Πιλάτου, καὶ παθόντα καὶ ταφέντα, καὶ ἀναστάντα τῇ τρίτῃ ἡμέρᾳ κατὰ τὰς γραφάς, καὶ ἀνελθόντα εἰς τοὺς οὐρανούς, καὶ καθεζόμενον ἐκ δεξιῶν τοῦ Πατρός، |
| ἐρχόμενον κρῖναι ζῶντας καὶ νεκρούς. | καὶ πάλιν ἐρχόμενον μετὰ δόξης κρῖναι ζῶντας καὶ νεκρούς· |
| | οὗ τῆς βασιλείας οὐκ ἔσται τέλος . |
| Καὶ εἰς τὸ Ἅγιον Πνεῦμα. | Καὶ εἰς τὸ Πνεῦμα τὸ Ἅγιον, τὸ Κύριον, τὸ ζῳοποιόν, τὸ ἐκ τοῦ Πατρὸς ἐκπορευόμενον, τὸ σὺν Πατρὶ καὶ Υἱῷ συμπροσκυνούμενον καὶ συνδοξαζόμενον, τὸ λαλῆσαν διὰ τῶν προφητῶν. Εἰς μίαν, ἁγίαν, καθολικὴν καὶ ἀποστολικὴν Ἐκκλησίαν· ὁμολογοῦμεν ἓν βάπτισμα εἰς ἄφεσιν ἁμαρτιῶν· προσδοκοῦμεν ἀνάστασιν νεκρῶν, καὶ ζωὴν τοῦ μέλλοντος αἰῶνος. Ἀμήν.                                                                                         |
| [Τοὺς δὲ λέγοντας, Ἦν ποτε ὅτε οὐκ ἦν, καὶ Πρὶν γεννηθῆναι οὐκ ἦν, καὶ ὅτι Ἐξ οὐκ ὄντων εγένετο, ἢ Ἐξ ἑτέρας ὑποστάσεως ἢ οὐσίας φάσκοντας εἶναι, ἢ κτιστόν, ἢ τρεπτόν, ἢ ἀλλοιωτὸν τὸν Υἱὸν τοῦ Θεοῦ, τούτους ἀναθεματίζει ἡ ἁγία καθολικὴ καὶ ἀποστολικὴ ἐκκλησία]. | |

### جدل الابن
في أواخر القرن السادس، أضافت بعض الكنائس الناطقة باللاتينية عبارة «ومن الابن» (الإبن) إلى وصف انبثاق الروح القدس، فيما جادل العديد من المسيحيين الأرثوذكس الشرقيين في مرحلة لاحقة بأنه انتهاك القانون السابع من المجمع المسكوني الثالث، حيث لم يتم تضمين الكلمات في النص من قبل مجمع نيقية أو القسطنطينية.  تم دمج هذا في الممارسة الليتورجية في روما عام 1014. أصبح الابن في النهاية أحد الأسباب الرئيسية للانقسام بين الشرق والغرب في 1054، وإخفاقات محاولات الاتحاد المتكررة.
صرح الفاتيكان في عام 1995 أنه في حين أن الكلمات καὶ τοῦ Υἱοῦ («والابن») ستكون في الواقع هرطقة إذا تم استخدامها مع الفعل اليوناني ἐκπορεύομαι،  وهو أحد المصطلحات التي استخدمها القديس غريغوريوس النزينزي والمصطلح الذي اعتمده مجمع القسطنطينية  - كلمة الابن ليست هرطقة عندما تقترن بالفعل اللاتيني الإجرائي وما يرتبط به من معالجة الكلمات . في حين أن الفعل ἐκπορεύομαι في غريغوري والآباء الآخرين يعني بالضرورة «أن ينشأ من سبب أو مبدأ،» المصطلح اللاتيني الإجرائي ليس له مثل هذا الدلالة ويشير ببساطة إلى الاتصال من الجوهر أو الجوهر الإلهي. في هذا المعنى، الموكب يشبه في المعنى الكلمة اليونانية "προϊέναι"، والتي يستخدمها الآباء من الإسكندرية (خاصة سيريل الاسكندرية)، فضلا عن غيرهم. جزئيًا بسبب تأثير الترجمات اللاتينية للعهد الجديد (خاصةً ليوحنا 15:26)، تمت ترجمة المصطلح ἐκπορευόμενον (النعت الحالي لـ ἐκπορεύομαι) في قانون الإيمان إلى اللاتينية كإجراء. في الوقت المناسب، النسخة اللاتينية من العقيدة وجاء أن تفسر في الغرب في ضوء المفهوم الغربي للإنبثاق، الأمر الذي يتطلب التأكيد على قانون الإيمان لتجنب بدعة الآريوسية.

### الكاثوليك وإضافة كلمة "والابن
وفي سنة 1054 أضاف الكاثوليك كلمة «المنبثق من الأب والابن» مع العلم أنه إلى الآن يوجد قانون الإيمان بدون كلمة «والابن» في الفاتيكان منحوتة باللاتيني واليوناني وقد قام البابا يوحنا بتلاوة قانون الإيمان مرتين بدون ذكر كلمة «والابن».
في الطقس الماروني:
نؤمن بإله واحد
الأب ضابط الكل
خالق السماء والأرض
كل ما يرى وما لا يرى
وبربٍّ واحدٍ يسوع المسيح
ابن الله الوحيد . المولود من الأب قبل كل الدهور
إله من إله نور من نور. إله حق من إله حق
مولود غير مخلوق
مساوي للآب في الجوهر
الذي به كان كل شيء
الذي من اجلنا نحن البشر
ومن اجل خلاصنا
نزل من السماء
وتجسد من الروح القدس
و من مريم العذراء وصار إنسانا
وصلب عنا على عهد بيلاطس البنطي
تألم ومات وقُبِر... وقام في اليوم الثالث كما جاء في الكتب
وصعد إلى السماء
وجلس عن يمين الله الأب
وأيضا سيأتي بمجده العظيم
ليدين الأحياء والأموات
الذي لا فناء لملكه
ونؤمن بالروح القدس .. الرب المحيي.. المنبثق من الأب والابن
الذي هو مع الأب والابن.. يسجد له ويمجد
الناطق بالأنبياء وبالرسل
وبكنسية واحدة جامعة مقدسة رسولية . ونعترف بمعمودية واحدة لمغفرة الخطايا
ونترجى قيامة الموتى والحياة في الدهر الآتي
آمين»

## البروتستانت وقانون الإيمان
لقد وافق البروتستانت على قانون الايمان بدون إضافة كلمة ابن

## الأرثوذكس وقانون الإيمان
يؤمن الأرثوذكس إلى الآن (خلقدونيين ولاخلقدونيين) بقانون الإيمان كما كتب في المجمعين المسكونيين الأول والثاني بدون كلمة (و الابن).

## آراء حول أهمية هذه العقيدة
إن الرأي القائل بأن قانون إيمان نيقية يمكن أن يكون بمثابة معيار للإيمان المسيحي الحقيقي ينعكس في اسم "رمز الإيمان"، الذي أُعطي له باليونانية واللاتينية، عندما كانت كلمة "رمز" في تلك اللغات تعني "رمزًا لـ" تحديد الهوية (بالمقارنة مع نظير) ".
في قداس الطقوس الرومانية، كان النص اللاتيني لعقيدة نيسينو القسطنطينية، مع "Deum de Deo" (الله من الله) و «الإبن» (ومن الابن)، العبارات الغائبة في النص الأصلي، في السابق هي الشكل الوحيد تستخدم في «مهنة الإيمان». يشير كتاب القداس الروماني الآن إليه بالاشتراك مع قانون إيمان الرسل على أنه «رمز أو مهنة الإيمان أو العقيدة»، واصفًا الثاني باسم «رمز المعمودية للكنيسة الرومانية، والمعروف باسم قانون إيمان الرسل».
تستخدم طقوس الكنائس القديمة للمسيحية الشرقية (الكنيسة الأرثوذكسية الشرقية، الأرثوذكسية الشرقية، كنيسة الشرق والكنائس الكاثوليكية الشرقية)، عقيدة نيسينو القسطنطينية، وليس عقيدة الرسل الغربيين.[بحاجة لمصدر]
بينما في بعض الأماكن التي تُستخدم فيها الطقوس البيزنطية، تغني الجوقة أو المصلين قانون الإيمان في الليتورجيا الإلهية، في كثير من الأماكن يُقرأ قانون الإيمان عادةً من قبل الكانتور، الذي يمثل بهذه الصفة الجماعة بأكملها على الرغم من العديد، وأحيانًا الكل، يجوز لأعضاء المصلين الانضمام في تلاوة إيقاعية. عندما يكون هذا الأخير هو الممارسة، فمن المعتاد دعوة، كعربون شرف، أي عضو عادي بارز في المصلين يصادف وجوده، على سبيل المثال، الملوك، وكبار الشخصيات الزائر، والعمدة، وما إلى ذلك، لتلاوة قانون الإيمان بدلا من الترتيل. تنبع هذه الممارسة من التقليد القائل بأن امتياز قراءة قانون الإيمان يعود للإمبراطور، متحدثًا باسم شعبه.
يعتبر بعض المسيحيين الإنجيليين وغيرهم من المسيحيين أن قانون إيمان نيقية مفيد وموثوق إلى حد ما، ولكن ليس معصومًا عن الخطأ نظرًا لاعتقادهم أن الكتاب المقدس هو الوحيد الموثوق به حقًا. الجماعات غير الثالوثية، مثل كنيسة القدس الجديدة، وكنيسة يسوع المسيح لقديسي الأيام الأخيرة وشهود يهوه، ترفض صراحةً بعض العبارات الواردة في قانون إيمان نيقية.

## النسخ الليتورجية القديمة
هناك عدة تسميات لشكلين من عقيدة نيقية، بعضها له معان متداخلة:
- يستخدم قانون نيقية أو قانون إيمان نيقية للإشارة إلى النسخة الأصلية المعتمدة في مجمع نيقية الأول (325)، إلى النسخة المنقحة التي اعتمدها مجمع القسطنطينية الأول (381)، إلى النص الليتورجي المستخدم من قبل الكنيسة الأرثوذكسية (مع "أعتقد" بدلاً من "نعتقد")، [57] إلى النسخة اللاتينية التي تتضمن عبارة "Deum de Deo" و " الإبن "، [58] وإلى النسخة الأرمينية التي لا تتضمن "و من الابن، ولكنها تشمل "الله من عند الله" والعديد من العبارات الأخرى.[59]
- يمكن لـ نيقية-القسطنطينية العقيدية أن ترمز إلى النسخة المنقحة من القسطنطينية (381) أو النسخة اللاتينية اللاحقة [60] أو إصدارات أخرى مختلفة.[61]
- أيقونة / رمز الإيمان هو التسمية المعتادة للنسخة المنقحة من القسطنطينية 381 في الكنائس الأرثوذكسية، حيث هذا هو العقيدة الوحيدة المستخدمة في الليتورجيا.
- تشير مهنة الإيمان للأباء الـ 318 تحديدًا إلى نسخة نيقية 325 (تقليديًا، شارك 318 أسقفًا في المجمع الأول لنيقية).
- يشير اعتراف إيمان الآباء المائة والخمسين على وجه التحديد إلى نسخة القسطنطينية 381 (تقليديًا، شارك 150 أسقفًا في مجمع القسطنطينية الأول).

في البيئات الموسيقية، لا سيما عند غنائها باللاتينية، يُشار إلى هذه العقيدة عادةً بالكلمة الأولى، Credo .
لا يُقصد بهذا القسم جمع نصوص جميع النسخ الليتورجية لقانون إيمان نيقية، ولا يقدم سوى ثلاثة منها، اليونانية واللاتينية والأرمنية، ذات الأهمية الخاصة. تم ذكر البعض الآخر بشكل منفصل، ولكن بدون النصوص. تختلف جميع النسخ الليتورجية القديمة، حتى اليونانية، على الأقل إلى حد ما عن النص الذي تبناه مجامع نيقية والقسطنطينية الأولى. كُتب قانون الإيمان في الأصل باللغة اليونانية، نظرًا لموقع المجلسين.
ولكن على الرغم من النصوص المجالس "لها" Πιστεύομεν ... ὁμολογοῦμεν ... προσδοκοῦμεν "(نعتقد ... أعترف ... ننتظر)، والعقيدة التي كنائس استخدام التقليد البيزنطي في الطقوس الدينية لديها" Πιστεύω. . . ὁμολογῶ. . . προσδοκῶ "(وأعتقد ... أعترف ... ننتظر)، إبراز الطابع الشخصي للتلاوة من العقيدة. يحتوي النص اللاتيني، بالإضافة إلى استخدام المفرد، على إضافتين: "Deum de Deo" (الله من عند الله) و "الابن" (ومن الابن). يحتوي النص الأرميني على العديد من الإضافات، وقد تم تضمينه على أنه يوضح كيف اختارت الكنيسة القديمة تلاوة قانون الإيمان بهذه التوضيحات العديدة لمحتوياته.
تمت إضافة ترجمة إنجليزية للنص الأرميني ؛ يتم تقديم الترجمات الإنجليزية للنصوص الليتورجية اليونانية واللاتينية في النسخ الإنجليزية من Nicene Creed في الاستخدام الحالي.

### إصدارات ليتورجية قديمة أخرى
النسخة في لغة الكنيسة السلافية، التي تستخدمها العديد من الكنائس الأرثوذكسية الشرقية، مطابقة عمليا للنسخة الليتورجية اليونانية.
يتم استخدام هذا الإصدار أيضًا من قبل بعض الكنائس الكاثوليكية الشرقية ذات الطقوس البيزنطية. على الرغم من أن اتحاد بريست استبعد إضافة الابن، فقد تمت إضافة هذا أحيانًا من قبل الكاثوليك الروثيين،  الذين تظهر كتبهم الليتورجية القديمة أيضًا العبارة بين قوسين، وكذلك من قبل الكاثوليك الأوكرانيين. كتب الباحث الروثيني الأب عام 1971، الأب. وأشار كازيمير كوتشارك «في الكنائس الشرقية الكاثوليكية، [فيليوقو] قد يتم حذف إلا عندما فضيحة أن تترتب على ذلك. تستخدمه معظم الطقوس الكاثوليكية الشرقية.»  ومع ذلك، في العقود التي تلت عام 1971، أصبح استخدامه أكثر ندرة.
تختلف الإصدارات المستخدمة من قبل الأرثوذكسية الشرقية وكنيسة الشرق  عن النسخة الليتورجية اليونانية في وجود «نحن نؤمن»، كما في النص الأصلي، بدلاً من «أنا أؤمن».

## الترجمات الإنجليزية
لا تزال النسخة الموجودة في كتاب عام 1662 للصلاة المشتركة مستخدمة بشكل شائع من قبل بعض المتحدثين باللغة الإنجليزية، ولكن الترجمات الأكثر حداثة أصبحت أكثر شيوعًا الآن. نشرت المشاورة الدولية للنصوص الإنجليزية ترجمة إنجليزية لعقيدة نيقية، أولاً في 1970 ثم في مراجعات متتالية في 1971 و 1975. تم اعتماد هذه النصوص من قبل العديد من الكنائس. استمرت الكنيسة الرومانية الكاثوليكية في الولايات المتحدة، التي اعتمدت نسخة 1971 في عام 1973، والكنيسة الكاثوليكية في البلدان الأخرى الناطقة باللغة الإنجليزية، والتي اعتمدت النسخة المنشورة في ذلك العام في 1975، في استخدامها حتى عام 2011، عندما حلت محلها. مع النسخة في الطبعة الثالثة من كتاب القداس الروماني . تم تضمين نسخة عام 1975 في كتاب الصلاة المشتركة للكنيسة الأسقفية (الولايات المتحدة) لعام 1979، ولكن مع اختلاف واحد: في السطر «بالنسبة لنا نحن الرجال ومن أجل خلاصنا»، تم حذف كلمة «رجال».